# Saints-Geosmes
Saints-Geosmes ist eine auf 450 Höhenmetern gelegene französische Gemeinde im Département Haute-Marne mit 1.097 Einwohnern (Stand 1. Januar 2022) in der Region Grand Est. Sie gehört zum Kanton Langres und zum Arrondissement Langres. Mit Wirkung vom 1. Januar 2016 wurde das benachbarte Balesmes-sur-Marne eingemeindet. Saints-Geosmes ist seither eine Commune nouvelle und in die Communes déléguées Balesmes-sur-Marne und Saints-Geosmes unterteilt.
In der unmittelbar südlich an Langres angrenzenden Gemeinde befinden sich die Quelle der Marne und der der 4820 m lange Schiffstunnel Tunnel de Balesmes des Marne-Saône-Kanals, der im Einbahnverkehr durchfahren wird und im Gegensatz zu anderen französischen Kanaltunneln beleuchtet ist. Der Tunnel verläuft etwa zehn Meter unter der Kirche Notre-Dame-en-son-Assomption im Dorf Balesmes-sur-Marne. Nachbargemeinden sind Perrancey-les-Vieux-Moulins im Nordwesten, Langres im Norden, Saint-Vallier-sur-Marne im Nordosten, Chalindrey im Osten, Noidant-Chatenoy und Le Pailly im Südosten, Bourg und Cohons im Süden, Brennes im Südwesten und Noidant-le-Rocheux im Westen. Neun Kilometer südwestlich von Saints-Geosmes besteht ein Anschluss an die Autoroute A31.

## Gliederung
| Ortsteil                            | ehemaliger INSEE-Code | Fläche (km²) | Einwohnerzahl (2016) |
| ----------------------------------- | --------------------- | ------------ | -------------------- |
| Balesmes-sur-Marne                  | 52036                 | 12,67        | 236                  |
| Saints-Geosmes (Verwaltungssitz)000 | 52449                 | 14,94        | 919                  |

## Bevölkerungsentwicklung ohne Balesmes-sur-Marne
| Jahr      | 1962 | 1968 | 1975 | 1982 | 1990 | 1999 | 2008 | 2015 |
| --------- | ---- | ---- | ---- | ---- | ---- | ---- | ---- | ---- |
| Einwohner | 343  | 364  | 510  | 563  | 872  | 864  | 966  | 893  |

## Sehenswürdigkeiten
- Militärfriedhof
- Kriegerdenkmal
- Kirche Les Trois-Jumeaux (Kirche zu den Drillingen Speusippus, Eleusippus und Meleusippus) in Saints-Geosmes
- Kirche Notre-Dame-en-son-Assomption (Mariä Himmelfahrt) in Balesmes-sur-Marne
- Fort de la Bonnelle
- Reste des Forts de la Marnotte
- Höhle nahe der Marnequelle (Grotte de Sabinus)

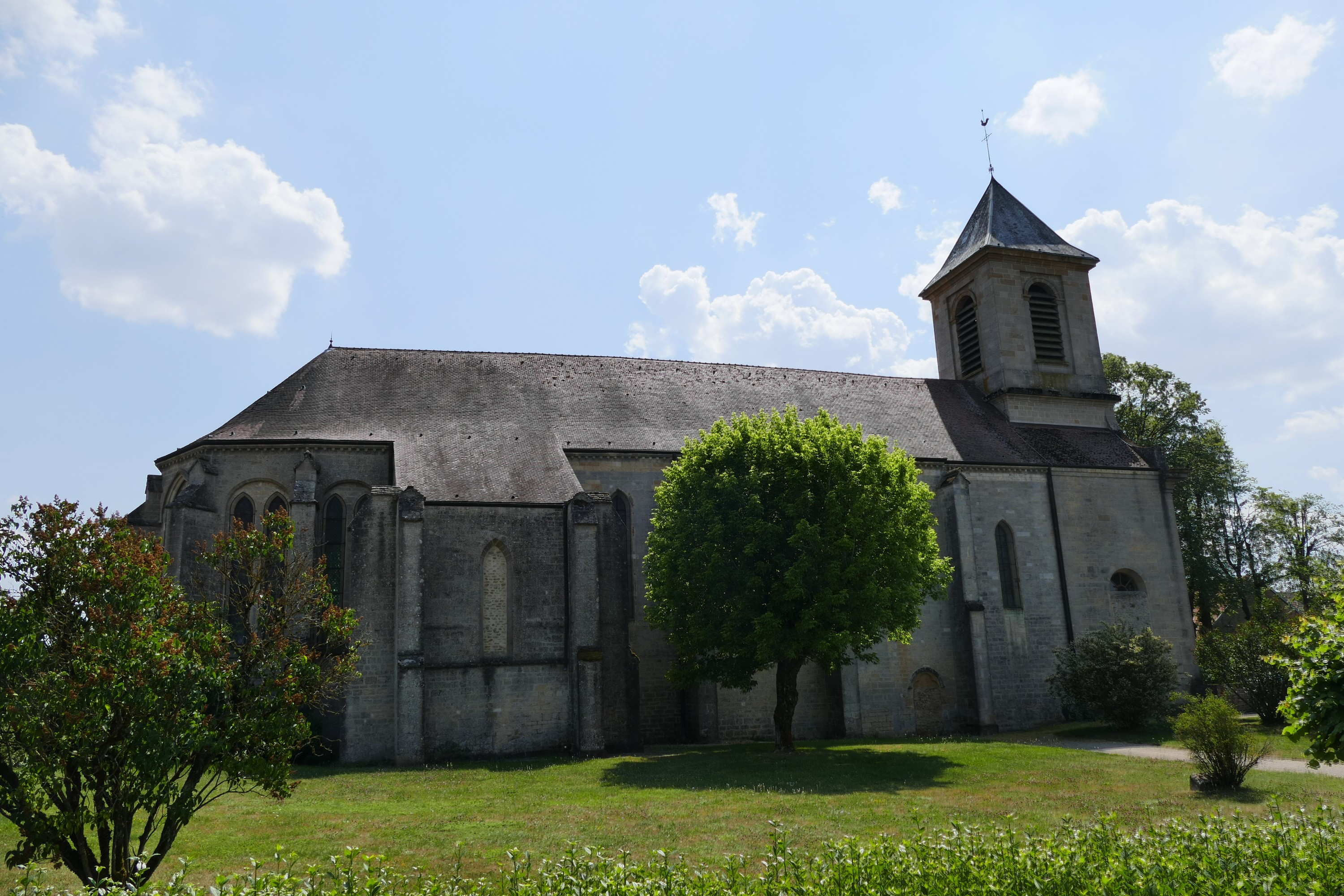
Kirche Trois-Jumeaux de Saints-Geosmes
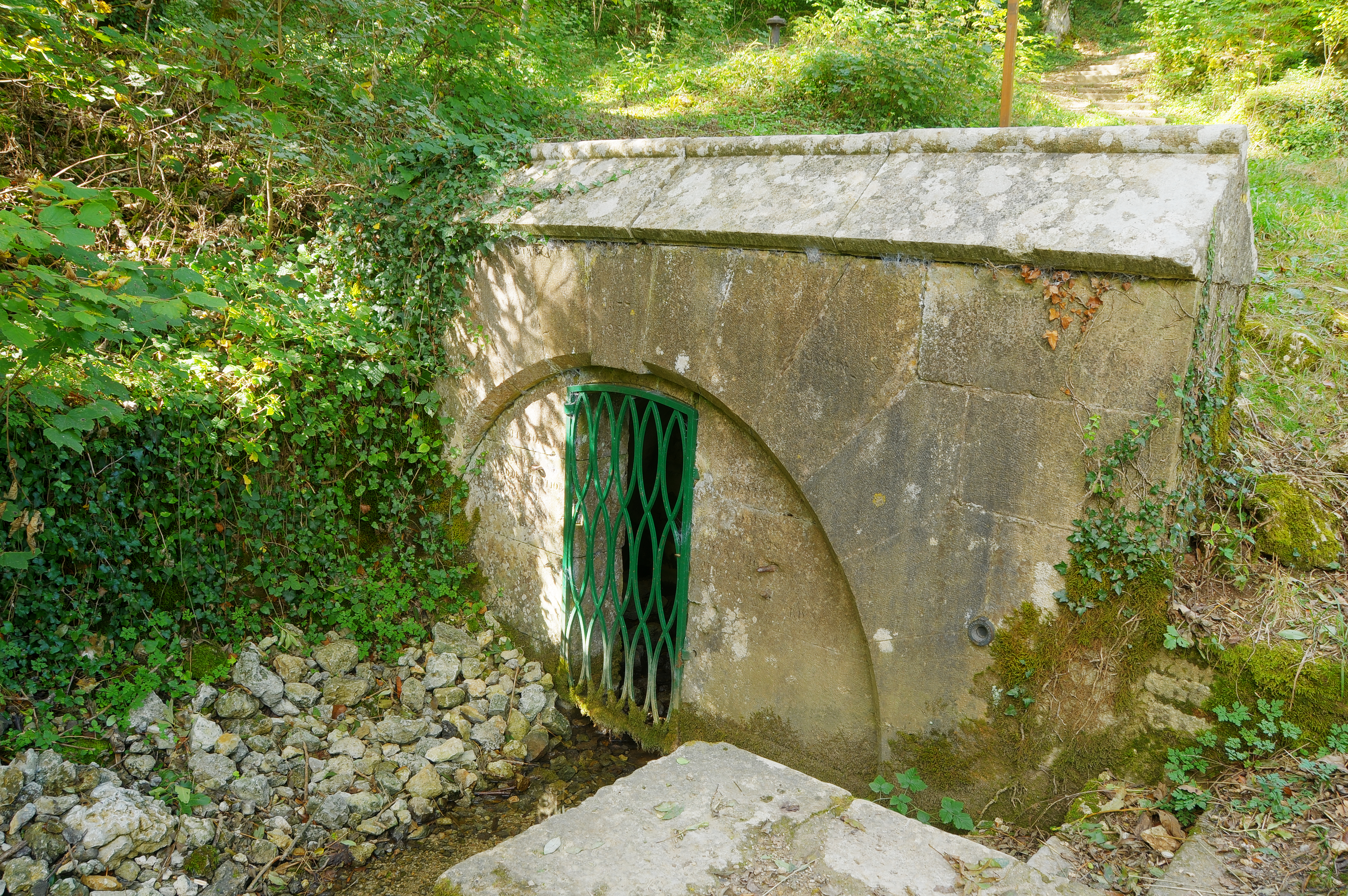
Quelle der Marne
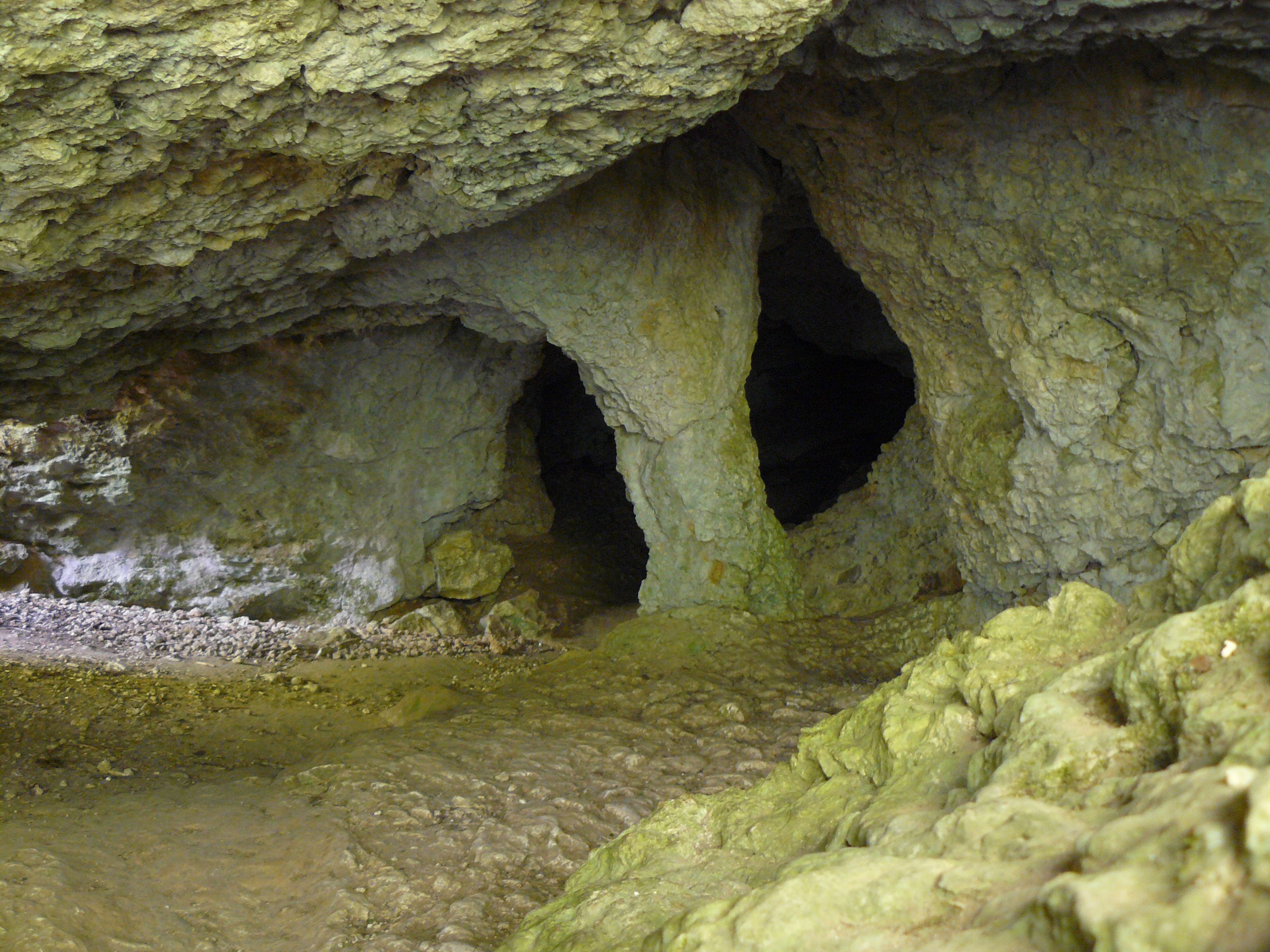
Grotte de Sabinus